# ABM Industries
Pour les articles homonymes, voir ABM.
ABM Industries est une entreprise américaine spécialisée dans la sous-traitance de services (conciergerie, nettoyage, gestion du stationnement, etc.)

## Histoire
En juillet 2017, ABM Industries annonce l'acquisition GCA Services Group pour 1,25 milliard de dollars.

## Actionnaires
Liste des principaux actionnaires au 30 octobre 2019.
| The Vanguard Group               | 11,4% |
| SSgA Funds Management            | 9,58% |
| Thomas H. Lee Partners           | 6,81% |
| Dimensional Fund Advisor         | 6,50% |
| ArrowMark Colorado Holdings      | 6,47% |
| Fidelity Management & Research   | 4,96% |
| Rainier Investment Management    | 3,82% |
| GeoCapital                       | 3,61% |
| Capital Research & Management GI | 3,37% |
| BlackRock Fund Advisors          | 3,02% |